# تربیشات (رود)
تربیشات (به لاتین: Trebižat) یک رود در بوسنی و هرزگوین است که در بوسنی و هرزگوین واقع شده‌است.